# Vallsjö nya kyrka

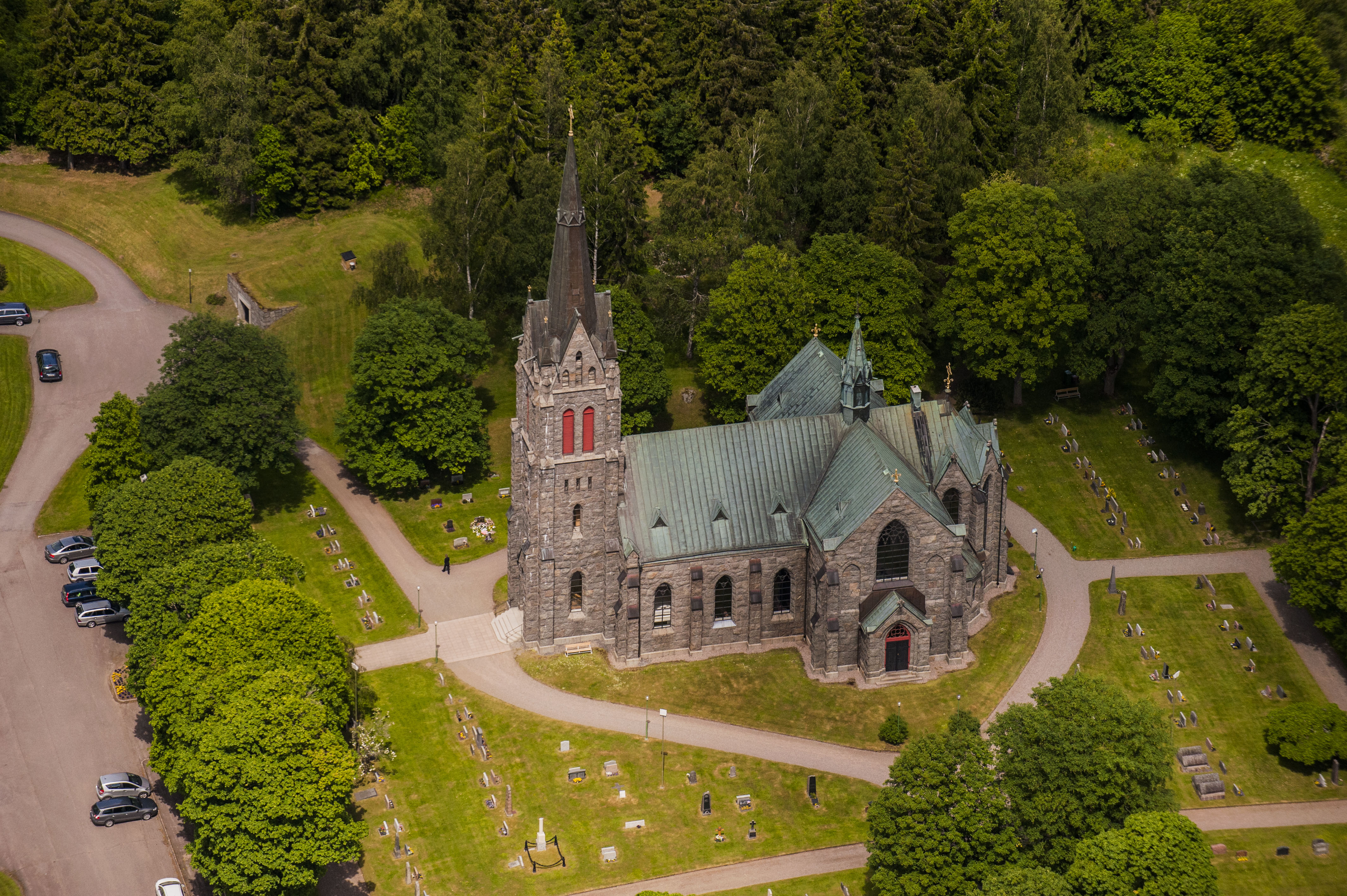
Flygfoto

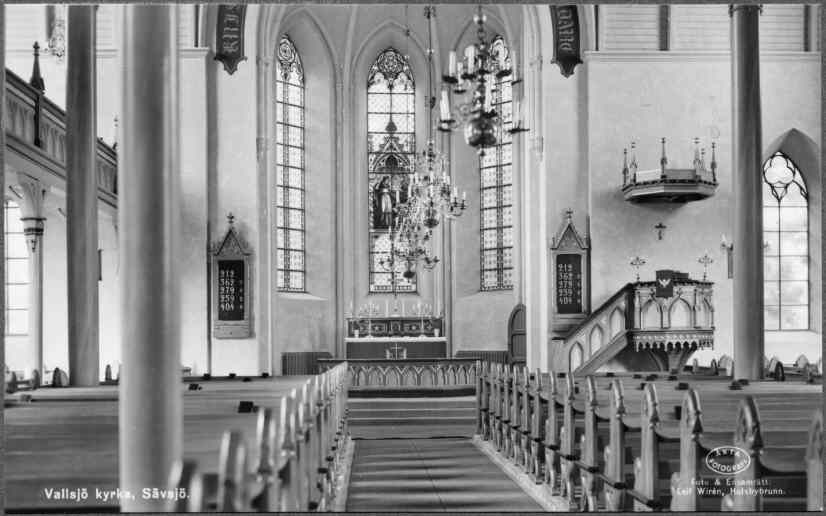
Interiör

Vallsjö nya kyrka, Vallsjö kyrka, är en kyrkobyggnad i Sävsjö i Växjö stift. Den är församlingskyrka i Sävsjö församling. Kyrkan uppfördes 1890–1891 och ersatte då den medeltida Vallsjö gamla kyrka som ligger cirka fyra kilometer öster om den nya kyrkan.

## Historik
När järnvägen kom till Sävsjö 1864 började området växa snabbt och det pågick en ständig kamp mellan Vallsjö och Norra Ljunga församlingar, som delade samhället i två delar. När samhället växte allt mer, särskilt på den så kallade Vallsjösidan, räckte inte de två medeltidskyrkorna till för att hysa alla nya församlingsbor varför man uppförde en ny kyrka i Vallsjö församling. Kyrkobygget skedde med stor framförhållning då Vallsjö församling vid kyrkans uppförande endast hade runt 1000 församlingsbor men endast 30 år senare hade närmare 4000. När Sävsjö municipalsamhälle bildade Sävsjö stad år 1947 slogs Vallsjö och Norra Ljunga församlingar ihop och bildade Sävsjö församling. Under sent 2000-tal slog sig de tidigare många församlingarna i Sävsjö kommun ihop och bildade Sävsjö kyrkliga samfällighet i vilken Sävsjö församling också ingår. De olika församlingarna har dock fortfarande visst självstyre.

## Kyrkobyggnaden
Nuvarande kyrka byggdes i nygotisk stil efter ritningar av arkitekt Gustaf Petterson. Den består av långhus med torn i väster och ett tresidigt kor i öster. Kyrkan är helt byggd i granit och har aldrig varit vitrappad, som många andra kyrkor.
Kyrkorummet har ett högt spetsbågigt tunnvalv i trä. I korets höga fönster finns glasmålningar utförda av Neumann och Vogels glasmästeri i Stockholm.

## Inventarier
- Det fristående altaret har på framsidan tre målade symbolframställningar utförda av målarmästare O Månsson i Jönköping.

## Orglar

### Läktarorgel
- När kyrkan stod färdig 1892, flyttades orgeln från Vallsjö gamla kyrka, byggd 1868 av Johannes Magnusson i Lemnhult, över till den nya kyrkan. Orgeln hade 6 stämmor. Orgeln flyttades tillbaka till den gamla kyrkan 1913.
- 1913 bygger Johannes Magnusson, Göteborg en orgel med 14 stämmor. Orgeln hade slejflådor med mekanisk traktur och registratur.Fasaden är ritad av kyrkans arkitekt Gustaf Pettersson och ritningarna fastställdes 1891.

| Huvudverk I C-f³                       | Svällverk II C-f³ | Pedal C-d¹                   |  |
| Borduna 16'                            | Basetthorn 8      | Subbas 16'                   |  |
| Principal 8'                           | Rörflöjt 8'       | Violoncell 8                 |  |
| Gamba 8'                               | Violin 8          | Bourdon 8' (fr. Rörflöjt 8') |  |
| Flute Harmonique 8'                    | Salicional 8'     |                              |  |
| Oktava 4'                              | Voix celeste 8'   |                              |  |
| Trumpet 8'                             |                   |                              |  |
|                                        |                   |                              |  |
| Koppel: I/P, II/P, II/I, I4/I, II16/II |                   |                              |  |

- Orgeln ombyggdes 1960–61 i tidens anda av Rolf Larsson, Uppsala, varvid samtidigt ett nytt spelbord insattes. Denna orgel uppvisade dock mycket snart tilltagande funktionsstörningar i mekanik och luftlådor. Redan 1964 började man därför planera för en ny orgel.
- Uppdraget att bygga en ny orgel med 20 stämmor samt mekanisk traktur och registratur gick så småningom till Västbo Orgelbyggeri i Långaryd och orgeln levererades under våren 1972. I samband med byggandet av den nya orgeln flyttades fasaden 30 cm bakåt på läktaren. Den 26 augusti 1972 förrättades invigningen med domkyrkoorganisten i Växjö, Ture Olsson vid orgeln.

| Huvudverk I C-g³    | Svällverk II C-g³ | Pedal C-f¹         | Koppel |  |
| Principal 8’        | Gedackt 8’        | Subbas 16’         | I/P    |  |
| Rörflöjt 8’         | Fugara 8’         | Oktava 8’          | II/P   |  |
| Oktava 4’           | Principal 4’      | Rörkvint 4’        | II/I   |  |
| Spetsflöjt 4’       | Koppelflöjt 4’    | Rauschkvint 3 chor |        |  |
| Oktava 2’           | Täckflöjt 2’      | Fagott 16’         |        |  |
| Sesquialtera 2 chor | Nasat 1 1/3’      |                    |        |  |
| Mixtur 3 chor       | Scharf 2 chor     |                    |        |  |
|                     | Krummhorn 8’      |                    |        |  |
|                     | Tremulant         |                    |        |  |
|                     | Crescendosvällare |                    |        |  |

### Kororgel
- Orgeln är mekanisk med 16 stämmor och levererades 1989 av Walther Thür Orgelbyggen AB i Torshälla. Fasaden är ritad av Per Rudenstam och orgelbyggaren.

| Huvudverk I C-g³ | Svällverk II C-g³ | Pedal C-f¹ | Koppel |  |
| Principal 8'     | Gedackt 8'        | Subbas 16' | I/P    |  |
| Rörflöjt 8'      | Fugara 8'         | Borduna 8' | II/P   |  |
| Oktava 4'        | Vox retusa 4'     | Fagott 16' | II/I   |  |
| Spetsflöjt 4'    | Waldflöjt 2'      |            |        |  |
| Kvinta 2 2/3'    | Oktava 1'         |            |        |  |
| Oktava 2'        | Skalmeja 8'       |            |        |  |
| Mixtur 3 chor    | Tremulant         |            |        |  |
| Tremulant        | Crescendosvällare |            |        |  |

## Begravningsplats
Kyrkogården är omfattande och hyser gravplatser för personer avlidna i den stora församlingen, Sävsjö församling, då de andra kyrkorna i församlingen saknar moderna kyrkogårdar.

## Webbkällor
- byggnadspresentation
- Wikimedia Commons har media som rör Vallsjö nya kyrka.